# سيدني فاين
سيدني فاين (بالإنجليزية: Sidney Fine)‏ هو مؤرخ أمريكي، ولد في 11 أكتوبر 1920 في كليفلاند في الولايات المتحدة، وتوفي في 31 مارس 2009 في آن آربر في الولايات المتحدة.